# 浅尾新甫
浅尾 新甫（あさお しんすけ、1894年3月1日 - 1972年2月22日）は、日本の実業家。従三位勲一等瑞宝章。

## 家族・親族
父は衆議院議員を務めた浅尾長慶。妻の父も衆議院議員を務めた樋口秀雄。衆議院議員、環境大臣の浅尾慶一郎は孫。駐イタリア大使、国際交流基金理事長を務めた浅尾新一郎は長男。元駐ニュージーランド大使井口武夫（井口貞夫元外務事務次官の子）の妻・捷子は長女。次男の浅尾浩二は日本銀行松本支店長を経てリーガロイヤルホテルの常務を務めた。三男の浅尾雄輔の妻は山下汽船元横浜支店長の黛千尋の長女で、雄輔の義兄は作曲家の黛敏郎。
長男・新一郎の妻は侍従長だった三谷隆信の三女で、その姉は日産自動車創業者鮎川義介の長男・鮎川弥一に嫁いだ。弥一の姉は西園寺八郎の三男・西園寺不二男に嫁いだが、不二男の兄西園寺公一はゾルゲ事件に連座し西園寺家から廃嫡された。また鮎川義介の妻は髙島屋創業家一族の出身であり、その係累は後述するトヨタ自動車の豊田家や清水建設の清水家へつながっている。次男・浩二の妻は住友銀行元相談役の堀田庄三の長女で、堀田の長男・堀田健介は昭和電工元会長・安西正夫の三女と結婚し、次男・明は大正製薬創業家の上原昭二会長の養子となり、後に社長職を継いだ。明の妻の妹は大平正芳元首相の三男大平明と結婚したが、二人の「明」は義兄弟の関係である。鮎川義介の義弟・久原房之助は日立製作所を創立後、後に縁戚となる田中義一のすすめで政界入りし立憲政友会総裁を務めた。西園寺公一・不二男の妹は住友吉左衛門に嫁いだが、吉左衛門の娘は安西の次男・直之と結婚している。
堀田健介の娘はトヨタ自動車相談役の豊田達郎の長男・豊田達也に嫁いだが、達郎の義父は清水建設の元社長清水康雄で、現当主の清水満昭は達郎の義弟である。清水康雄の長女は元副会長の坂野常隆に嫁いだが、坂野の父・坂野常善は宮原二郎の娘婿で宮原旭の義兄である。坂野の母方従兄弟である宮原弘光はブリヂストン元会長・石橋幹一郎の長女（すなわち鳩山由紀夫・鳩山邦夫の従兄弟）と結婚している。また達郎の義兄である斉藤滋与史の甥・齊藤四方司が鳩山兄弟の母方再従兄弟と結婚しているので、浅尾家の縁戚である豊田家は石橋家・鳩山家と二重閨閥の関係にある。長女・捷子の夫である井口武夫は芳澤謙吉の孫で犬養毅の曽孫にあたるが、芳澤の義弟である犬養健の長男犬養康彦はクラレ元会長の大原総一郎の長女と結婚しその妹は日清製粉グループ本社会長を務めた正田英三郎の次男正田修に嫁いだ。修の長姉である上皇后美智子は明仁上皇の皇后となり、次姉の恵美子は前述の安西正夫の長男・安西孝之に嫁いだが、修の兄・正田巌の妻は濱口雄彦の娘、濱口雄幸の孫であるため、浅尾は正田家や天皇家と三重閨閥の関係にある。
それ以外にも長與稱吉・小林富次郎・三木武夫・森美秀・松崎哲久・佐藤栄作・安倍晋三・岸信介・牛尾治朗・牛尾奈緒美・黒木三次・松方正義・山下亀三郎・河本敏夫・小林富次郎・黒田善太郎・小林一三・岩崎弥太郎・瀬木庸介・石坂泰三・植村甲午郎・鈴木恭二・下条進一郎・後藤新平・長崎英造・桂太郎・伊藤博文・九条道孝・根津公一・濱口儀兵衛・齊藤了英・増岡博之・鳩山一郎・團遥香・太田誠一・弘世現・鳥井信一郎・中内㓛・津軽義孝・徳川義寛・中部慶次郎・麻生太郎・吉田茂・鈴木善幸・宮澤喜一・宮澤エマ・小川平吉・岸田文雄・吉國一郎・池田勇人・田中角栄・中曽根康弘・藤山愛一郎・北野隆興・石井光次郎・大隈信幸・五島昇・山崎種二・松崎昭雄・森永太平・今井善衛・住田正二・永野重雄・福田赳夫・越智隆雄・千野志麻などと縁戚関係にある。

## 略歴
- 1894年 - 山梨県西山梨郡住吉村（現甲府市）に父･長慶の六男として生まれる
- 甲府中学、一高を経て、
- 1918年 - 東京帝国大学法科卒業　日本郵船に入社
- 1920年 - オックスフォード大学に留学、カルカッタ支店本店、神戸シドニー各支店に勤務
- 1941年 - 企画部長
- 1946年 - 常務、社長に就任
- 1952年 - 皇居前広場で起きたメーデー事件に関し、東京都特別区公安委員として衆議院行政監察特別委員会に証人喚問される[7]
- 1959年 - 藍綬褒章受章
- 1961年 - 会長に就任
- 1972年 - 78歳で死去